# Редкодуб (Богодуховский район)
Редкодуб (укр. Рідкодуб), село, 
Александровский сельский совет,
Валковский район,
Харьковская область.
Код КОАТУУ — 6321280305. Население по переписи 2001 г. составляет 81 (33/48 м/ж) человек.

## Географическое положение
Село Редкодуб находится у истоков небольшой реки, которая через 14 км впадает в реку Коломак, на реке сделаны небольшие запруды.
На расстоянии в 2 км расположены сёла Сосновка и Шелудьково.
В 3-х км от села проходит автомобильная дорога М-03 (E 40).

## История
- 1842 - дата основания.

## Экономика
- В селе есть молочно-товарная и свинотоварная фермы.

## Достопримечательности
- Братская могила советских воинов и Памятный знак воинам-односельчанам. Похоронено 95 чел.